# Lijst van gebouwen in Bossche Schoolstijl
Dit is een incomplete lijst van bouwwerken geheel of grotendeels gebouwd volgens de denkbeelden van de Bossche School. Om de lijst niet te onoverzichtelijk lang te maken, zijn individuele woningen van de lijst gelaten.  Uitzonderingen hierop zijn woningen die volgens de geraadpleegde literatuur een sleutelpositie innemen in het oeuvre van de betrokken architect, of binnen de Bossche School zelf.
| Plaatsnaam                  | Type bouwwerk         | Object                                                         | Adres                                                   | Bouwjaar    | Bijzonderheden | Architect                                                     | Afbeelding |
| --------------------------- | --------------------- | -------------------------------------------------------------- | ------------------------------------------------------- | ----------- | --- | ------------------------------------------------------------- | ---------- |
|                             |                       |                                                                |                                                         |             | |                                                               |            |
| Aarle-Rixtel                | Kapel                 | Kapel Mariëngaarde                                             | Bosscheweg 16                                           | 1961        | Centraalbouw | Bijnen, Jos                                                   |            |
| Aerdenhout                  | Klooster              | Klooster St. Franciscus Alverna                                | Boekenroodeweg 9                                        | 1979/86     | | Pouderoyen, Dick                                              |            |
| Alkmaar                     | Onderwijs             | De Regenboog                                                   | Meidoornlaan 13                                         | 1969/73     | Uitgebreid in 1977/79 | Doedens, Willem                                               |            |
| Alkmaar                     | Winkelpand/Woningbouw |                                                                | Ridderstraat 3                                          | 1977/78     | | Doedens, Willem                                               |            |
| Alkmaar                     | Winkelpand/Woningbouw |                                                                | Hoek Scharlo/Zocherstraat                               | 1975/76     | | Doedens, Willem                                               |            |
| Alkmaar                     | Woningbouw            |                                                                | Van de Veldelaan 970                                    | 1970        | Eigen woonhuis architect Willem Doedens | Doedens, Willem                                               |            |
| Amersfoort                  | Woningbouw            |                                                                | Ringweg Randenbroek                                     | 1962        | | Evers en Sarlemijn                                            |            |
| Amersfoort                  | Dienstverlening       | GGD Gebouw                                                     | Zonnehof 10                                             | 1961/69     | | Linssen, Bart                                                 |            |
| Amsterdam                   | Woningbouw            |                                                                | Aaf Bouberstraat                                        | 1984        | | Evers en Sarlemijn                                            |            |
| Amsterdam                   | Woningbouw            |                                                                | Hoek Akbarstraat/Bos en Lommerweg                       | 1951/52     | | Evers en Sarlemijn                                            |            |
| Amsterdam                   | Kerk                  | Catharinakerk met pastorie                                     | Burgemeester Eliasstraat 72-74                          | 1952/54     | Buiten gebruik | Evers en Sarlemijn                                            |            |
| Amsterdam                   | Onderwijs             | Voormalige ULO                                                 | Erik de Roodestraat 18                                  | 1959/60     | | Evers en Sarlemijn                                            |            |
| Amsterdam                   | Woningbouw            |                                                                | Houtmankade 48-58                                       | 1959/60     | | Evers en Sarlemijn                                            |            |
| Amsterdam                   | Onderwijs             | Pius X Lyceum                                                  | Jacob Geelstraat                                        | 1971        | | Evers en Sarlemijn                                            |            |
| Amsterdam                   | Kerk                  | Sacramentskerk                                                 | Kometensingel                                           | 1951/52     | Buiten gebruik | Evers en Sarlemijn                                            |            |
| Amsterdam                   | Woningbouw            |                                                                | Nieuwe Leliestraat 38-46                                | 1972/74     | | Evers en Sarlemijn                                            |            |
| Amsterdam                   | Onderwijs             | Waterlant College                                              | Purmerweg/Rode Kruisstraat                              | 1971/74     | | Evers en Sarlemijn                                            |            |
| Angeren                     | Kerk                  | Sint-Bavokerk                                                  | Kerkstraat                                              | 1950        | | van der Laan, Nico                                            |            |
| Asten                       | Kapel                 | Kloosterkapel van het Hof van Bluyssen                         | Wilhelminastraat29                                      | 1962/63     | | Hansen, Hans                                                  |            |
| Baarle-Nassau               | Kapel                 | Sint-Salvatorkapel                                             | Kapelstraat                                             | 1930        | | van der Laan, Hans                                            |            |
| Babberich                   | Kerk                  | Sint-Fransiscuskerk                                            | Beekseweg                                               | 1953/56     | De Fransiscuskerk is sinds juni 2021 buiten gebruik en wordt verbouwd tot een appartementencomplex met zestien woningen.                                                                                       | de Jong, Jan                                                  |            |
| Babberich                   | Woningbouw            | Pastorie van de Sint-Fransiscuskerk                            | Kloosterpad                                             | 1966/67     | | de Jong, Jan                                                  |            |
| Beek en Donk                | Overheid              | Nieuwe gemeentehuis                                            | Koppelstraat                                            | 1970        | | Ruys, Frans                                                   |            |
| Bergen op Zoom              | Woningbouw            |                                                                | Klaproosplein                                           | 1950/51     | | Evers en Sarlemijn                                            |            |
| Bergen op Zoom              | Woningbouw            |                                                                | Gentiaanstraat                                          | 1950/51     | | Evers en Sarlemijn                                            |            |
| Bergen op Zoom              | Kerk                  | Heilig Hartkerk                                                | Piusplein                                               | 1951/52     | Buiten gebruik | Siebers en van Dael                                           |            |
| Berlicum                    | Kerk                  | Petruskerk                                                     | Kerkwijk 44                                             | 1950        | De torenpartij in Bossche Schoolstijl uit de jaren 50, nu het enige overblijfsel van deze kerk. | van de Leur, Hendrik Christiaan                               |            |
| Best                        | Woningbouw            | Huis Naalden                                                   | Bakpers 9                                               | 1978/82     | De enige woning in het oeuvre van dom Hans van der Laan | van der Laan, Hans                                            |            |
| Best                        | Woningbouw            | Woonhuis en tandartspraktijk                                   | Oirschotseweg 80                                        | 1969/70     | | Vermeulen, Fons                                               |            |
| Boskoop                     | Woningbouw            | Woonhuis                                                       | Gentiaan 7                                              | 1980/ 81    | | Wijnen, Gerard                                                |            |
| Boskoop                     | Woningbouw            | Woonhuis                                                       | Paddegat 2                                              | 1989        | | Wijnen, Gerard                                                |            |
| Boxmeer                     | Klooster              | Juvenaat van de Karmelieten                                    | Kerkpad 4                                               | 1953        | | de Jong, Jan                                                  |            |
| Breda                       | Winkelpand/Woningbouw |                                                                | Boschstraat 121                                         | 1980        | | Ruys en Bolder                                                |            |
| Breda                       | Woningbouw            |                                                                | Brabantlaan 12                                          | 1954        | | Mol, Frans                                                    |            |
| Breda                       | Kerk                  | Bethlehemkerk                                                  | Gageldonkpad 7                                          | 1978/80     | Verbouwd tot woningen | van Hal, Harry; van der Laan, Hans jr.                        |            |
| Breda                       | Woningbouw            |                                                                | Godevaert Montensstraat                                 | 1980        | | Bolder, Jan                                                   |            |
| Breda                       | Woningbouw            |                                                                | Graaf Hendrik III Laan                                  | 1948/49     | | Mol, Frans                                                    |            |
| Breda                       | Woningbouw            | Haagse Beemden                                                 | O.a. Aan de Brandebeemd, Bunderbeemd, en Hooibeemd      | 1978/82     | | Ruys, Frans; Bolder, Jan                                      |            |
| Breda                       | Woningbouw            | Haagse Beemden                                                 | Arenberglaan en omgeving                                | 1981/82     | | Van der Laan, Nico; van Hal, Harry                            |            |
| Breda                       | Woningbouw            |                                                                | Hertog Hendriklaan 13                                   | 1951/53     | Eigen woning Frans Mol | Mol, Frans                                                    |            |
| Breda                       | Onderwijs             | MTS                                                            | Lovendijksestraat 61                                    | 1950/52     | | Mol, Frans; van der Laan, Nico                                |            |
| Breda                       | Woningbouw            |                                                                | Thorbeckeplein westzijde                                | 1954        | | Evers en Sarlemijn                                            |            |
| Breda                       | Woningbouw            | Maria Mediatrix                                                | Van Spiegelstraat                                       | 1949/52     | | Evers en Sarlemijn                                            |            |
| Breda                       | Onderwijs             | Newman College                                                 | Vervierstraat 4                                         | 1977/79     | | Ruys, Frans                                                   |            |
| Breda                       | Overheid              | Voormalig raadhuis van Nieuw-Ginneken                          | Wilhelminaplein 2                                       | 1963        | Verbouwd tot appartementen | Siebers, Alphons                                              |            |
| Breda                       | Overig                | de Zonnebloem                                                  | Zorgvlietstraat 491                                     | 1980/81     | | Ruys, Frans                                                   |            |
| Budel                       | Overheid              | Raadhuis                                                       | Capucijnerplein 1                                       | 1962/66     | | de Jong, Jan                                                  |            |
| Bussum                      | Kerk                  | St-Josefkerk                                                   |                                                         | 1953        | | van Putten, Herman                                            |            |
| Cuijk                       | Overig                | Streekschouwburg en kunstuitleen                               | Hoek Fraterstraat/Grotestraat                           | 1981/86     | | Wijnen, Gerard; Senders, Tom                                  |            |
| Cuijk                       | Woningbouw            |                                                                | Parallelweg en Kruishout                                | 1979/82     | | Wijnen, Gerard; Senders, Tom                                  |            |
| Den Bosch                   | Woningbouw            |                                                                | Beurdsestraat 22/26                                     | 1982/83     | | Wijnen, Gerard; Senders, Tom                                  |            |
| Den Bosch                   | Winkelpand/Woningbouw |                                                                | Hoek Burgemeester Loeffplein/Marktstraat                | 1969/72     | | Wijnen, Gerard                                                |            |
| Den Bosch                   | Overig                | Bouwbureau en Archief Bisdom ’s-Hertogenbosch                  | Lange Putstraat                                         | 1980/82     | | de Jong, Jan                                                  |            |
| Den Bosch                   | Woningbouw            | twee types villa's                                             | Maria van Bourgondiësingel 3-27                         | 1951/53     | | Siebers en van Dael                                           |            |
| Den Bosch                   | Woningbouw            |                                                                | Meester Piparduslaan                                    | 1987/90     | | Wijnen, Gerard                                                |            |
| Den Bosch                   | Woningbouw            |                                                                | Molenstraat                                             | 1985/86     | | Huijbrechts, Jan                                              |            |
| Den Bosch                   | Woningbouw            |                                                                | Noordwal 29-63                                          | 1974/76     | | Evers en Sarlemijn                                            |            |
| Den Bosch                   | Woningbouw            |                                                                | Pettelaarseweg/Arezzostraat                             | 1951/53     | De gebouwen waren oorspronkelijk verbonden door arcades. | van der Laan, Nico; Hansen, Wim                               |            |
| Den Bosch                   | Kerk                  | Sint-Salvatorkerk                                              | Schaarhuisplein                                         | 1955/56     | Buiten gebruik | de Graaf, H.W.; de Graaf, P.W.                                |            |
| Den Bosch                   | Woningbouw            | Brusselse Poort                                                | Smalle Haven/Orthenstraat                               | 1981/85     | | Wijnen, Gerard; Senders, Tom                                  |            |
| Den Bosch                   | Onderwijs             | Sint-Janslyceum                                                | Sweelinckplein 3                                        | 1959/61     | | van der Laan, Nico; Hansen, Wim; van Hal, Harry               |            |
| Den Bosch                   | Overig                | Sint-Jansmuseum                                                | Torenstraat 16                                          | 1984/85     | | Dijkema, Pieter; van der Laan, Hans jr                        |            |
| Den Bosch                   | Woningbouw            |                                                                | Tweede/Derde Morgendreef                                | 1981/83     | | Wijnen, Gerard                                                |            |
| Den Bosch                   | Dienstverlening       | Voormalig kantoor Waterleidingsmaatschappij Oost Brabant       | Verwerstraat/Lange Putstraat                            | 1981/83     | | van der Laan, Nico; van Hal, Harry                            |            |
| Den Bosch                   | Woningbouw            | Carolushof                                                     | Tussen de Zuid-Willemsvaart en Pastoor de Kroonstraat   | 1979/85     | | Wijnen, Gerard; Senders, Tom                                  |            |
| Den Bosch                   | Woningbouw            |                                                                | Zuiderparkweg 105                                       | 1968/69     | | van der Laan, Nico                                            |            |
| Den Bosch                   | Kerk                  | Lucaskerk                                                      | Zuiderparkweg 301                                       | 1961/72     | | van der Laan, Nico                                            |            |
| Delft                       | Kerk                  | Pastoor van Arskerk                                            | Kappeyne van de Coppellostraat 28                       | 1958/59     | Gesloopt | Froger, Jules Henri                                           |            |
| Delft                       | Kerk                  | Sint Stanislaskapel                                            | Westplantsoen                                           | 1955/56     | | van der laan, Jan                                             |            |
| Den Haag                    | Kerk                  | Onze Lieve Vrouwe van Goede Raad                               | Bezuidenhoutseweg 157                                   | 1953/55     | | van der Laan, Jan                                             |            |
| Deurne                      | Overheid              | Uitbreiding van het raadhuis                                   | Raadhuisstraat                                          | 1981/85     | | Wijnen, Gerard; Senders, Tom                                  |            |
| Dongen                      | Kerk                  | Pauluskerk                                                     | Europaplein                                             | 1965/67     | Buiten gebruik | van der Laan, Nico                                            |            |
| Drunen                      | Overheid              | Uitbreiding gemeentehuis                                       | Raadhuisplein 16                                        | 1976/78     | | de Jong, Jan                                                  |            |
| Drunen                      | Overig                | Aula begraafplaats Duynraede                                   | Akkerlaan 2                                             | 1984/85     | | de Jong, Jan                                                  |            |
| Echt                        | Kerk                  | Jodocuskerk                                                    | Caulitenstraat                                          | 1959        | | Tilmanns en van der Pluijm                                    |            |
| Eindhoven                   | Kapel                 | Kapel bij klooster/landgoed De Burgh                           | Geldropseweg 170                                        | 1952/53     | | van Dillen, J.                                                |            |
| Eindhoven                   | Overheid              | Oude stadhuisvleugel                                           | Stadhuisplein                                           | 1952        | | van der Laan, Jan                                             |            |
| Eindhoven                   | Overig                | Voormalig kantoor Postkrediet                                  | Ukkelstraat 4                                           | 1981/82     | | Vermeulen, Fons                                               |            |
| Eindhoven                   | Kerk                  | Vincentius a Paulokerk                                         | Vitruviusweg 2                                          | 1961/62     | Buiten gebruik. Nu kantoren | de Jong, Jan                                                  |            |
| Fijnaart                    | Kerk                  | Jacobus de Meerderekerk                                        | Molenstraat 26                                          | 1952/53     | | Hurks, Jaques                                                 |            |
| Geertruidenberg             | Woningbouw            |                                                                | Brandepoortbastion                                      | 2002/06     | | van der Laan, Hans jr                                         |            |
| Geldrop                     | Dienstverlening       | GGD gebouw                                                     | Stationsstraat 33                                       | 1965/67     | | Wijnen, Gerard                                                |            |
| Gemert                      | Kerk                  | Sint-Gerardus Majellakerk                                      | Sint-Gerardusplein                                      | 1957/59     | Deels verbouwd tot bibliotheek en appartementen | de Jong, Jan                                                  |            |
| Gemert                      | Woningbouw            | Pastorie van de Sint-Gerardus Majellakerk                      | Sint-Gerardusplein                                      | 1957/59     | | de Jong, Jan                                                  |            |
| Gennep                      | Kerk                  | Sint Martinuskerk                                              | Zuidoostwal 3                                           | 1953/54     | Bevat muurschilderingen van Théodore Stravinsky. | van der Laan, Nico                                            |            |
| Gorinchem                   | Woningbouw            | Woningcomplex "het Kremlin"                                    | Sint Jorizplein en omstreken                            | 1955/57     | | Evers en Sarlemijn                                            |            |
| Grave                       | Woningbouw            | Het Blauwe Dorp                                                | Bikkelkampplein en noordelijk                           | 1953/54     | Sommige gebouwen bevatten ornamenten die de Bossche School symboliseren | de Jong, Jan                                                  |            |
| Grave                       | Woningbouw            | Het Rode Dorp                                                  | Bikkelkampplein en zuidelijk                            | 1953/54     | | Evers en Sarlemijn                                            |            |
| Grave                       | Woningbouw            |                                                                | Gasthuisstraat                                          | 1974        | | de Jong, Jan                                                  |            |
| Grave                       | Overheid              | Uitbreiding raadhuis                                           | Hofplein 1                                              | 1966/73     | Op het belfort na gesloopt | Pouderoyen, Cees                                              |            |
| Grave                       | Woningbouw            |                                                                | Hoofschestraat                                          | 1975/77     | | de Jong, Jan                                                  |            |
| Grave                       | Woningbouw            |                                                                | Maasstraat 2                                            | 1971/73     | Belangrijk onderdeel van het euvre van Jan de Jong | de Jong, Jan                                                  |            |
| Grave                       | Overig                | Poortjes                                                       |                                                         | 197?        | Her en der in de binnenstad van Grave, heeft architect Jan de Jong poortjes in Bossche Schoolstijl aangebracht om oude straatjes en doorgangetjes te accentueren en zo de oude stadstructuur terug te brengen. | de Jong, Jan                                                  |            |
| Groesbeek                   | Kerk                  | Antonius van Paduakerk                                         | Bredeweg 70                                             | 1948/49     | | Pouderoyen, Cees; Deur, Wim                                   |            |
| Groesbeek                   | Kerk                  | Goddelijk Hart van Jezuskerk                                   | Ketelstraat 1 (De Horst)                                | 1951/52     | | van der Laan, Nico                                            |            |
| Groningen                   | Kerk                  | San Salvatorkerk                                               | Hora Siccamasingel 202                                  | 1949/52     | | Pouderoyen, Cees                                              |            |
| Haarlem                     | Onderwijs             | Mons Aureaschool                                               | Garenkokerskade                                         | 1960        | | van der Laan, Jan                                             |            |
| Haarlem                     | Woningbouw            | Hofje Codde en Van Beresteijn                                  |                                                         | 1967/68     | | van der Laan, Nico                                            |            |
| Heesch                      | Dienstverlening       | Bibliotheek                                                    | de Misse 2                                              | 1984/86     | | Wijnen, Gerard; Senders, Tom                                  |            |
| Helmond                     | Kapel                 | Gedachteniskapel/Sint-Jozefkapel                               | Hortensiapark                                           | 1948        | | van der Laan, Hans; van der laan, Nico                        |            |
| Helvoirt                    | Overheid              | Uitbreiding raadhuis                                           | Torenstraat                                             | 1975/76     | | Ruys, Frans                                                   |            |
| Herpen                      | Woningbouw            |                                                                | St. Hubertusstraat 2-2a-2b                              | 1974        | | Wijnen, Gerard                                                |            |
| Heusden                     | Kerk                  | Sint-Catharinakerk                                             | Hertogin Johanna van Brabantstraat                      | 1949/50     | | van der Laan, Nico                                            |            |
| Heusden                     | Overheid              | Stadhuis                                                       | Hoek Pelsestraat/Breestraat                             | 1955/57     | | van der Laan, Nico; Hansen, Wim                               |            |
| Heusden                     | Overig                | Voormalig havenkantoor                                         |                                                         | 1987        | | van der laan, Hans jr                                         |            |
| Hillegom                    | Onderwijs             | Johannesschool                                                 | Prinses Irenelaan 16                                    | 1954/56     | | Paardekoper, Aad                                              |            |
| Hooge Zwaluwe               | Overheid              | Uitbreiding gemeentehuis                                       | Raadhuisstraat 5                                        | 1979/81     | | Pouderoyen, Dick                                              |            |
| Hulst                       | Overheid              | Uitbreiding gemeentehuis                                       | Grote Markt 21                                          | 1992/93     | | Ruys, Frans; Ruys, Lucas                                      |            |
| Kerkdriel                   | Kerk                  | Sint-Martinuskerk                                              | Kerkstraat 41                                           | 1946/55     | | Pouderoyen, Cees                                              |            |
| Leiden                      | Woningbouw            | Studentenhuisvesting Pelikaanhof                               | Pelikaanstraat                                          | 1969/70     | | Paardekoper, Aad                                              |            |
| Lemiers                     | Klooster              | Abdij Sint-Benedictusberg                                      | Uitbreiding van- en aanpassingen aan het oude klooster. | 1956/92     | | van der Laan, Hans; van der Laan, Nico, van der Laan, Hans jr |            |
| Liempde                     | Woningbouw            | Woning met Praktijkruimte                                      | Smidsepad 44/46                                         | 1980        | Woning met Tandartspraktijk, Gebouwd voor Dhr. Spuls, Gemoderniseerd in 2001 | Wijnen, Gerard                                                |            |
| Lisse                       | Onderwijs             | Don Boscoschool                                                | Don Boscostraat 1                                       | 1950/51     | | Paardekoper, Aad                                              |            |
| Lisse                       | Kerk                  | Mariakerk                                                      | Nassaustraat                                            | 1950/54     | Buiten gebruik | Paardekoper, Aad                                              |            |
| Lith                        | Kapel                 | Mariakapel                                                     | Achterstraat                                            | 1950        | | de Jong, Jan                                                  |            |
| Lith                        | Kapel                 | Mariakapel                                                     | MR van Coothstraat                                      | 1948        | | de Jong, Jan                                                  |            |
| Maarssen                    | Klooster              | Priorij Emmaus                                                 | Diependaalsedijk                                        | 1964, circa | | de Jong, Jan                                                  |            |
| Malden                      | Kerk                  | Antonius Abtkerk                                               | Kerkplein 4                                             | 1958/60     | | Bijnen, Jos                                                   |            |
| Middelburg                  | Kerk                  | H.H. Petrus en Pauluskerk                                      | Lombardstraat 3                                         | 1949/51     | | van Moorsel, Cornelis Marie                                   |            |
| Milheeze                    | Kerk                  | Toevoegen van zijbeuken aan de Sint-Wilibrorduskerk            | Pastoor Simonisplein                                    | 1963        | | de Jong, Jan                                                  |            |
| Nieuwkuijk                  | Kerk                  | Sint-Johannes Geboortekerk                                     | Nieuwkuijkseweg 94                                      | 1949,55     | | van der Laan, Nico; Hansen, Wim                               |            |
| Nijmegen                    | Woningbouw            | Afrika- en Bouwmeesterbuurt                                    |                                                         | 1952/55     | Onlangs uitgeroepen tot beschermd stadsgezicht | Evers en Sarlemijn                                            |            |
| Nijmegen                    | Woningbouw            |                                                                | Begijnenstraat/Papengas                                 | 1978/79     | | Pouderoyen, Dick                                              |            |
| Nijmegen                    | Winkelpand            | Van der Werffgebouw                                            | Plein 1944 151                                          | 1949/52     | | Pouderoyen, Cees; Mes, W.                                     |            |
| Nijmegen                    | Klooster              | Carmelklooster                                                 | Doddendaal                                              | 1948/51     | De bijbehorende kerk is op de toren na gesloopt. Het complex is verbouwd tot appartementen | Pouderoyen, Cees                                              |            |
| Nijmegen                    | Woningbouw            | Huize Doddendaal en seniorenwoningen                           | Doddendaal 3-35                                         | 1949/52     | | Evers en Sarlemijn                                            |            |
| Nijmegen                    | Woningbouw            | Stadsvernieuwing rond de Eiermarkt                             | Eiermarkt                                               | 1982/84     | | Pouderoyen, Dick                                              |            |
| Nijmegen                    | Klooster              | Voormalig klooster voor de orde van de Zusters onder de Bogen  | Erasmuslaan 15                                          | 1960/61     | Kapel is nu in gebruik als studentenkerk | Dijkema, Pieter                                               |            |
| Nijmegen                    | Dienstverlening       | Medische faculteit van de Universiteit van Nijmegen.           | Geert Grooteplein                                       | 1948/66     | | van der Laan, Jan; Dijkema, Pieter; Croonen, A.               |            |
| Nijmegen                    | Dienstverlening       | Verpleeggebouw A                                               | Geert Grooteplein                                       | 1954/56     | | Dijkema, Pieter                                               |            |
| Nijmegen                    | Dienstverlening       | Praeklinieken                                                  | Geert Grooteplein Noord 23-27                           | 1958/60     | | Dijkema, Pieter                                               |            |
| Nijmegen                    | Woningbouw            |                                                                | Grote Straat                                            | 1978/85     | Stadsvernieuwing in Bossche Schoolstijl | Pouderoyen, Dick                                              |            |
| Nijmegen                    | Woningbouw            |                                                                | Keumengas                                               | 1978/85     | Stadsvernieuwing in Bossche Schoolstijl | Pouderoyen, Dick                                              |            |
| Nijmegen                    | Woningbouw            |                                                                | Korenmarkt                                              | 1978/85     | Stadsvernieuwing in Bossche Schoolstijl | Pouderoyen, Dick                                              |            |
| Nijmegen                    | Overheid              | Uitbreiding stadhuis                                           | Korte Nieuwstraat 6                                     | 1978/79     | | Dijkema, Pieter                                               |            |
| Nijmegen                    | Kapel                 | Titus Brandsmakapel                                            | Kroonstraat 114                                         | 1959/60     | | Dijkema, Pieter                                               |            |
| Nijmegen                    | Woningbouw            |                                                                | Muchterstraat                                           | 1980/85     | Stadsvernieuwing in Bossche Schoolstijl | Pouderoyen, Dick; Tak, Kees                                   |            |
| Nijmegen                    | Woningbouw            |                                                                | Nonnenstraat                                            | 1978/85     | Stadsvernieuwing in Bossche Schoolstijl | Pouderoyen, Dick                                              |            |
| Nijmegen                    | Dienstverlening       | Inst. KNO, Med. Fac, UvN                                       | Philip van Leydenlaan 9                                 | 1970/72     | | Dijkema, Pieter                                               |            |
| Nijmegen                    | Dienstverlening       | Preklinische tandheelkunde                                     | Philip van Leydenlaan 25                                | 1969/70     | Gerenoveerd. Originele karakter deels verloren gegaan. | Dijkema, Pieter                                               |            |
| Nijmegen                    | Kerk                  | Dominicuskerk                                                  | Prof. Molkenboerstraat 7                                | 1948/51     | | Nix, Thomas                                                   |            |
| Nijmegen                    | Woningbouw            |                                                                | Smidstraat                                              | 1978/85     | Stadsvernieuwing in Bossche Schoolstijl | Pouderoyen, Dick                                              |            |
| Noordwijk                   | Kerk                  | Maria ter Zeekerk                                              | Nieuwe Zeeweg 73                                        | 1950/51     | | van der Laan, Jan                                             |            |
| Nuland                      | Kerk                  | Sint-Jan's-Onthoofdingskerk (Nuland)                           | Kerkstraat                                              | 1951        | | J. Magis                                                      |            |
| Odiliapeel                  | Kerk                  | Heilige Kruisvindingskerk                                      | Oude Dijk 43                                            | 1958/59     | De enige door Jan de Jong ontworpen kerk die nog als zodanig in gebruik is | de Jong, Jan                                                  |            |
| Oeffelt                     | Kerk                  | San Salvatorkerk (of: Zoete Naam van Jezuskerk)                | Kerkplein 4                                             | 1954/56     | | van der Laan, Nico; Hansen, Wim                               |            |
| Oirschot (plaats)           | Woningbouw            | Verschillende rijtjeshuizen                                    | Cantorij                                                | 1959/60     | | Vermeulen, Fons; Middelhoek, Bram                             |            |
| Oirschot (plaats)           | Overheid              | Gemeentekantoor                                                | Deken Frankenstraat 3                                   | 1979/82     | | Wijnen, Gerard; Senders, Tom                                  |            |
| Oirschot (plaats)           | Woningbouw            | Woonwijk de Putten                                             | Karel Doormanlaan en omgeving                           | 1953/63     | | Vermeulen, Fons                                               |            |
| Oirschot (plaats)           | Dienstverlening       | Bankgebouw                                                     | Markt 9                                                 | 1968/69     | | Vermeulen, Fons                                               |            |
| Oirschot (plaats)           | Dienstverlening       | Kantoorgebouw                                                  | Koestraat 2                                             | 1956/65     | | Vermeulen, Fons                                               |            |
| Oirschot (plaats)           | Woningbouw            | eigen woonhuis van architect Jaques Uppelschoten               | Raffendonkstraat 20                                     | 1978        | | Uppelschoten, Jaques                                          |            |
| Oisterwijk (plaats)         | Woningbouw            |                                                                | Pannenschuurlaan, Udenhoutseweg en omgeving             | 1968/77     | | Wijnen, Gerard; Ruys, Frans                                   |            |
| Oostburg (plaats)           | Kerk                  | Sint-Eligiuskerk                                               | Eligiusplein 17                                         | 1947/49     | | Mol, Frans; Brugman, Joop                                     |            |
| Oosterhout (Noord-Brabant)  | Klooster              | Uitbreiding Paulusabdij                                        | Hoogstraat 80                                           | 1938/56     | Gastenverblijf | van der Laan, Hans                                            |            |
| Oosterhout (Noord-Brabant)  | Klooster              | Uitbreiding O.L. Vrouwe abdij                                  | Leysenstraat 90                                         | 1971/86     | | Ruys, Frans                                                   |            |
| Oss                         | Woningbouw            |                                                                | Anemoonstraat 1-43                                      | 1977/83     | | Peterse, Jan; van Lierop, Piet                                |            |
| Oss                         | Klooster              | Fons Vitae                                                     | Benedictuslaan 7                                        | 1979/81     | | de Reus, J.A.                                                 |            |
| Oss                         | Woningbouw            |                                                                | Boschpoort en omgeving                                  | 1979/81     | | Peterse, Jan; Wijnen, Gerard                                  |            |
| Oss                         | Woningbouw            | Eigen woonhuis architect Jan Peterse                           | Burgemeester van den Elzenlaan 16                       | 1979/81     | | Pieterse, Jan                                                 |            |
| Oss                         | Woningbouw            |                                                                | Chrysantstraat                                          | 1981        | | Peterse, Jan; van Lierop, Piet                                |            |
| Oss                         | Kerk                  | Scheppingskerk                                                 | Constantijn Huijgensstraat 38                           | 1967/68     | Buiten gebruik | van Lierop, Piet                                              |            |
| Oss                         | Winkelpand            | Winkelgalerij de Schakel                                       | Heuvel 11                                               | 1985/87     | | Peterse, Jan; van Lierop, Piet                                |            |
| Oss                         | Woningbouw            |                                                                | Lisztgaarde (o.a. huisnummers 8, 11, 286)               | 1970/72     | | Peterse, Jan; van Lierop, Piet                                |            |
| Oss                         | Dienstverlening       | Verzorgingstehuis de Ruwaard                                   | Ministershof 1                                          | 1990/96     | | Peterse, Jan; van Lierop, Piet                                |            |
| Oss                         | Dienstverlening       | Dagverblijf de Hulst                                           | Verdistraat 89                                          | 1977/85     | | Peterse, Jan; van Lierop, Piet                                |            |
| Oss                         | Onderwijs             | Nicolaasschool                                                 | Koornstraat 14-16                                       | 1976/79     | | Peterse, Jan; van Lierop, Piet                                |            |
| Oss                         | Woningbouw            |                                                                | Kardinaal de Jongplein en omgeving                      | 1956/58     | | Bijnen, Jos                                                   |            |
| Oss                         | Woningbouw            |                                                                | Leygraaf en omgeving                                    | 1977/83     | | Peterse, Jan; van Lierop, Piet                                |            |
| Oss                         | Overig                | Gemeentelijke begraafplaats Hoogen Heuvel                      | Lindenstraat 22                                         | 1975        | | de Jong, Jan                                                  |            |
| Oss                         | Dienstverlening       | Boerenleenbank                                                 | Molenstraat 53                                          | 1954/55     | | Bijnen, Jos                                                   |            |
| Oss                         | Woningbouw            | Eigen woonhuis architect Jos Bijnen                            | Nieuwe Hescheweg 19                                     | 1955        | | Bijnen, Jos                                                   |            |
| Oss                         | Woningbouw            |                                                                | Nieuwe Hescheweg 21                                     | 1953        | | de Jong, Jan                                                  |            |
| Oss                         | Woningbouw            | Eigen woonhuis architect Piet van Lierop                       | Nieuwe Hescheweg 51                                     | 1966/68     | | van Lierop, Piet                                              |            |
| Oss                         | Kerk                  | Jozefkerk                                                      | Oude Molenstraat 8                                      | 1968/69     | | Bijnen, Jos                                                   |            |
| Oss                         | Overheid              | Waterschapsgebouw                                              | Raadhuislaan 30                                         | 1982        | | van der Laan, Hans; van Hal, Harry                            |            |
| Oss                         | Overig                | Bouwvereniging Sint-Willibrordus                               | Venusstraat 2                                           | 1977/78     | Nu hoofdkantoor Brabant Wonen | van Lierop, Piet                                              |            |
| Oss                         | Dienstverlening       | Verzorgingstehuis Vredehof                                     | Vredehof                                                | 1991/2000   | | Peterse, Jan; Peterse, Kees                                   |            |
| Oss                         | Kerk                  | Pauluskerk                                                     | Zaltbommelseweg/Aartshertoginlaan                       | 1964        | Buiten gebruik | de Reus, J.A.                                                 |            |
| Oudenbosch                  | Kerk                  | Pauluskerk                                                     | Jasmijnlaan 3                                           | 1967/68     | | Mens en Pruyn                                                 |            |
| Philippine                  | Kerk                  | Maria-ten-Hemelopnemingkerk                                    | Vaartstraat 10                                          | 1951/52     | | Siebers en van Dael                                           |            |
| Ravenstein (stad)           | Woningbouw            |                                                                | Brouwerijstraat 1                                       | 1980/85     | | Molenaar, Hein                                                |            |
| Ravenstein (stad)           | Woningbouw            | Twee woningen                                                  | Ds. Hanewinkelplaats 1-2                                | 1969/71     | | de Jong, Jan                                                  |            |
| Ravenstein (stad)           | Woningbouw            |                                                                | Kolonel Wilsstraat/Maasdijk                             | 1994        | | Elemans                                                       |            |
| Ravenstein (stad)           | Dienstverlening       | Bibliotheek                                                    | Markstraat 23                                           | 1976/81     | | Wijnen, Gerard; Senders, Tom                                  |            |
| Ravenstein (stad)           | Overig                | Gemeenschapshuis Het Bastion                                   | Molensingel 6-8                                         | 1991/93     | | Tonies, Bart                                                  |            |
| Ravenstein (stad)           | Overheid              | Uitbreiding gemeentehuis                                       | Sint-Luciastraat                                        | 1978/79     | | Tonies, Bart                                                  |            |
| Ravenstein (stad)           | Woningbouw            | Dubbel woonhuis                                                | Walstraat 15-17                                         | 1981/82     | | Wijnen, Gerard                                                |            |
| Ravenstein (stad)           | Woningbouw            | Stadswoningen                                                  | Walstraat 19-31                                         | 1979/80     | | Wijnen, Gerard                                                |            |
| Ravenstein (stad)           | Woningbouw            | Stadswoning                                                    | Walstraat 37-38a                                        | 197?        | | de Jong, Jan                                                  |            |
| Reuver                      | Overheid              | Raadhuis                                                       | Raadhuisplein/Marktplein                                | 1977/80     | | van Hest, J.; Coppen, J.                                      |            |
| Rhenen                      | Kerk                  | Nationale Gedachteniskerk Cunera                               | Herenstraat 82                                          | 1954/58     | | Kirch, Jules                                                  |            |
| Roermond (stad)             | Dienstverlening       | Arbeidsbureau                                                  | Mariagardestraat 4                                      | 1983/84     | Nu Bureau Jeugdzorg | Tilmans, H.J.M.                                               |            |
| Rosmalen (plaats)           | Woningbouw            | Eigen huis van architect Nico van der Laan                     | Driebergenlaan 13                                       | 1957/58     | | van der Laan, Nico                                            |            |
| Rosmalen (plaats)           | Overheid              | Gemeentehuis                                                   | Hoff van Hollantlaan 1                                  | 1970/87     | | van der Laan, Nico; van Hal, Harry; van der laan, Hans jr     |            |
| Rosmalen (plaats)           | Woningbouw            |                                                                | Kennedylaan en omgeving                                 | 1975/76     | | Wijnen, Gerard                                                |            |
| Rosmalen (plaats)           | Kerk                  | Laurentiuskerk                                                 | Molenstraat 35                                          | 1968/69     | Tot 1972 noodkerk voor de nabijgelegen Laurentiuskerk aan de Oude Baan. Nu in gebruik als praktijk voor fysiotherapie                                                                                          | van der laan, Nico                                            |            |
| Rosmalen (plaats)           | Kerk                  | Laurentiuskerk                                                 | Oude Baan                                               | 1968        | | van der Laan, Nico                                            |            |
| Rotterdam                   | Woningbouw            |                                                                | Noordplein, Rottekade en omgeving                       | 1977/80     | | de Haan, Koos                                                 |            |
| Rijen                       | Overheid              | Raadhuis gemeente Gilze en Rijen                               | Raadhuisplein                                           | 1958/82     | | Siebers en van Dael                                           |            |
| Schaijk                     | Overheid              | Gemeentehuis                                                   | Pastoor van Winkelstraat                                | 1950/68     | | de Jong, Jan                                                  |            |
| Schaijk                     | Woningbouw            | Eigen woonhuis architect Jan de Jong                           | Rijksweg 56                                             | 1967        | | de Jong, Jan                                                  |            |
| Schaijk                     | Dienstverlening       | voormalig Wit-Gele Kruisgebouw en politiebureau                | Schutsboomstraat 14                                     | 1964-55     | | de Jong, Jan                                                  |            |
| Sint-Oedenrode              | Kerk                  | Goede Herderkerk                                               | Mgr. Bekkersplein 1                                     | 1963/66     | Buiten gebruik | Dijkema, Pieter                                               |            |
| Sleeuwijk                   | Kerk                  | Jozef Werkmankerk                                              | Rijksstraatweg 22                                       | 1964/65     | | de Jong, Jan                                                  |            |
| Someren (plaats)            | Overheid              | Uitbreiding gemeentehuis                                       | Wilhelminaplein 1                                       | 1976/81     | Het oude deel, oorspronkelijk in Delftse Schoolstijl, is tijdens de uitbreiding aangepast in Bossche Schoolstijl.                                                                                              | de Jong, Jan                                                  |            |
| Tilburg                     | Dienstverlening       | Gewestelijk Arbeidsbureau                                      | Alleenhouderstraat 25                                   | 1969/71     | Tegenwoordig bureau jeugdzorg | Ruys, Frans                                                   |            |
| Tilburg                     | Winkelpand            | Woon/winkelpanden met arcaden                                  | Burgemeester van de Mortelplein/Zouavenlaan             | 1955/56     | | Schijvens, Jos                                                |            |
| Tilburg                     | Woningbouw            |                                                                | Burgemeester van de Mortelplein                         | 1955/56     | | Schijvens, Jos                                                |            |
| Tilburg                     | Klooster              | Generalaat van de Fraters van O.L.V. Moeder van Barmhartigheid | Gasthuisring 56                                         | 1959/69     | | Bijnen, Jos                                                   |            |
| Tilburg                     | Overig                | Beeldhouwersatelier Hans Claesen                               | Lovense Kanaaldijk 1a                                   | 1964/65     | | Hansen, Wim                                                   |            |
| Tilburg                     | Kerk                  | Kerk O.L.V. Koningin van de Vrede                              | Ringbaan West 96                                        | 1954        | Buiten gebruik | Pontzen, N.H.                                                 |            |
| Uden (plaats)               | Kerk                  | Pauluskerk                                                     | Ereprijsstraat 4                                        | 1966/68     | Buiten gebruik | de Jong, Jan                                                  |            |
| Utrecht                     | Kerk                  | Stefanuskerk                                                   | Braziliëdreef 40                                        | 1967/68     | | Linssen, Bart                                                 |            |
| Utrecht                     | Kerk                  | Johanneskerk                                                   | Moezeldreef 400                                         | 1966/70     | | Linssen, Bart                                                 |            |
| Velddriel                   | Kerk                  | Sint-Martinuskerk                                              | Kerkstraat                                              | 1952/53     | | Schijvens, Jos                                                |            |
| Venlo                       | Dienstverlening       | Medisch centrum Groenveld                                      | Prinsenstraat 6                                         | 1977/79     | | Vermeulen, Fons                                               |            |
| Venlo                       | Woningbouw            | Muziekschool en woningen                                       | Arsenaalplein/Minderbroederstraat/Nassaustraat          | 1975/77     | | Wijnen, Gerard; Senders, Tom                                  |            |
| Venlo                       | Klooster              | Dominicanenklooster Mariaweide                                 | Nieuwstraat                                             | 1954/56     | | van Hest, J.                                                  |            |
| Venlo                       | Overig                | Cultureel centrum Maaspoort                                    | Markt/Oude Markt                                        | 1981/84     | | Wijnen, Gerard; Senders, Tom                                  |            |
| Vessem                      | Overheid              | Gemeentehuis                                                   | Jan Smuldersstraat 22                                   | 1981/83     | | Geerst, Jan                                                   |            |
| Vogelenzang (Noord-Holland) | Kapel                 | Kapel en klokkenstoel van de Tiltenberg                        | Zilkerduinweg 375                                       | 1952/53     | | van der Laan, Nico                                            |            |
| Vught                       | Dienstverlening       | Praktijk en Woning                                             | Kapellaan 38                                            | 1977/78     | | van der Laan, Nico; van Hal, Harry                            |            |
| Well (Limburg)              | Kerk                  | Sint-Vituskerk                                                 | Hoenderstraat 16                                        | 1956/57     | | Ramaekers, J.                                                 |            |
| Wouw                        | Overheid              | Raadhuis                                                       | Markt 14                                                | 1978/80     | | Ruys, Frans                                                   |            |
| Zeeland (Noord-Brabant)     | Overheid              | Gemeentehuis                                                   | Kerkstraat 14                                           | 1981/83     | | de Jong, Jan                                                  |            |
| Zevenbergschen Hoek         | Kerk                  | Bartholomeuskerk                                               | Kerkplein 4                                             | 1948/49     | | Mol, Frans; Bunnik, J.                                        |            |
| Zundert                     | Klooster              | Uitbreiding trappistenabdij Maria-Toevlucht                    | Rucphenseweg 38                                         | 1974        | Omvat een open gaanderij ontworpen door Hans van der Laan | van der Laan, Nico                                            |            |
| Zutphen                     | Woningbouw            |                                                                | Kattenhavenstraat/Waterstraat                           | 1986/88     | | Pouderoyen, Dick                                              |            |